# Stadion Stare Zagłębie
Stadion Stare Zagłębie – stadion piłkarski w Wałbrzychu, w Polsce. Może pomieścić 2000 widzów. Swoje spotkania rozgrywają na nim piłkarze klubu Zagłębie Wałbrzych.
Przed II wojną światową stadion służył klubowi Germania Weißstein. W 1946 roku przejęło go Zagłębie Wałbrzych, które użytkowało obiekt do czasu otwarcia Stadionu Tysiąclecia w roku 1966. Następnie z obiektu przy ulicy Dąbrowskiego korzystały rezerwy klubu, a także sekcje młodzieżowe. W 2007 roku na stadion powrócił reaktywowany zespół Zagłębia Wałbrzych.